# 実写でちびロボ!
『実写でちびロボ!』（じっしゃでちびロボ、北米タイトル: Chibi-Robo!: Photo Finder、欧州タイトル: Chibi-Robo! Let's Go, Photo!）は、スキップが開発し任天堂より発売されたニンテンドー3DS用アクションアドベンチャーゲーム。日本では2013年7月3日に、北米では2014年1月9日に、欧州では2014年7月3日に発売された。

## 概要
「ノスタルジャンク」と呼ばれる懐かしい品々を過去から持ち帰ることが可能になった時代が舞台で、ノスタルジャンクを集めた博物館を開きたいと考える「館長さん」の望みを叶えるためにロボットのちびロボが奔走する。
本作は従来のちびロボ!シリーズのようなアクション要素に加え、ニンテンドー3DS本体に搭載されているカメラを使用する場面もある。画面に映された現実世界の風景の中から特定の形のものを撮影すると、拡張現実の演出により対象物が風景から切り取られ、それをちびロボが現代に持ち帰る。つまり、プレイヤーのいる世界は、ちびロボたちから見た過去の世界という設定になっている。
任天堂側が提示するお題に沿った写真をユーザーから募集するコンテストが計5回実施され、入賞者には賞品が贈られた。

## システム
撮影を行う際には、拠点の館長さんの机の上にある「ちびPC」から特定の物体のシルエットが表示された「シルエットフィルム」を選択したあと、カメラを通じて映された対象物とシルエットの輪郭を合わせてからシャッターを切る。ガッチリツ（合致率）が60％を超えると対象物を持ち帰ることができるが、ガッチリツが低い（60%に近い）場合は帰還時に「ナリソコネ」に変化してしまうことがある。
探索の舞台となるエリアは「星ふるデスク」「夜ふけのガレージ」「木もれ日のキッチン」「水音のガーデン」「回るすしダイニング」の5か所で、ちびPCを通じて転送される。これらの場所にいるキャラクターたちからの依頼（ミニゲーム）をこなすと結果に応じた数の「ハッピー」を獲得する。ハッピーは新たなシルエットフィルムを拠点で入手する際に消費されるもので、探索エリアで掃除やごみ捨てを行うことでも手に入る。
ノスタルジャンクを博物館に展示していくごとに博物館の来場者数が増加し、ガッチリツ100%のノスタルジャンクを展示するとより多くの来場者が訪れる。来場者数が一定数を超えると、ちびロボの行動時に消費するエネルギーの「ワッツ」の最大値が上昇する。なお、博物館内などでは、特別なシルエットフィルムを入手するために必要な「オウボシール」が手に入ることがある。

## 主な登場キャラクター
ちびロボ
人々をハッピーにするために作られた身長10cmのロボット。館長さんの望みをかなえるためにやってきた。
トンピー
スマートフォン型のロボット。ちびロボに様々なアドバイスをする。
館長さん
ノスタルジャンク好きの中年男性。ちびロボに「ノスタルジャンク回収大作戦」を手伝うよう依頼する。
ちびちび
ちびロボよりも小さなロボット。ちびロボに憧れている。
ギッチョマン
アニメ作品のヒーローのフィギュア。正義に対するこだわりが強い。
スーパーグラビトンX
テレビ番組に登場するロボットを再現した玩具。同じロボットであるちびロボの性能に興味を持つ。
クレイトフル・デツコ
異星人のような姿をしたクレイ人形。ちびちびたちが通う幼稚園の先生をしながら、夜にも別の仕事をしている。
ジャスティン・ベアー
熊のキャラクターの姿をした台所用スポンジ。大舞台に立つアイドルになることを目指している。
ケン・スブール&マーキン
ケチャップ容器のような姿のケン・スブールとマスタード容器のような姿のマーキンの二人組。仲の良い会話を繰り広げる。